# José de Urrea
José Cosme Urrea o José de Urrea (Presidio Real de San Agustín del Tucsón, Occidente, Virreinato de Nueva España; 19 de marzo de 1797 – El Sagrario, Durango; 1 de agosto de 1849) fue un importante militar mexicano. Peleó bajo las órdenes del general Antonio López de Santa Anna durante la Independencia de Texas. Su más notable campaña militar fue la de Goliad, en la que los 400 soldados de James Fannin se rindieron y capitularon bajo las condiciones de este, sin embargo, luego fueron muertos por órdenes de Santa Anna.

## Nacimiento
Nació en el presidio de San Augustín de Tucsón (actualmente Tucsón, Arizona) y fueron sus padres el teniente Mariano Urrea y su esposa doña Gertrudis Elías González, quienes se casaron en Arizpe en 1796. Fue bautizado el 30 de septiembre de 1797 por Fray Pedro Arriquívar con los nombres de José Cosme y fueron sus padrinos el capitán José Zúñiga y doña Loreto Ortiz. Como partida de bautismo no expresa el día de nacimiento, es probable que ésta haya tenido lugar el 27 anterior en que la iglesia católica venera a San Cosme. A pesar de haber nacido en la frontera norte de México, su familia tenía profundas raíces en el estado de Durango.

## Carrera militar
En 1807 Urrea ingresó al cuerpo de dragones de cuera del ejército español. El 15 de agosto de 1809 es nombrado cadete de la compañía Presidial de San Rafael de Buenavista; poco después ascendió a alférez, a partir de enero de 1811 operó en la región meridional de Sinaloa en contra de los insurgentes y asistió a las acciones de guerra de Acaponeta y El Encinal. En 1813 estuvo en los combates de Buenavista, El Palmar y La Mora en el que fue herido; el 27 de enero de 1816 se le concedió plaza de teniente en el Regimiento Provincial de Colotlán que comandaba su padre, asistió a las acciones de San Diego, Arrollo de los Otates, Arrollo Hondo y Cotija, en donde resultó herido por segunda vez; en 1817 pasó a prestar sus servicios a la Provincia de Michoacán, combatió con los insurgentes en Los Amoles, Potrero de Herrera, Peribán y sitio y toma de Chimilpa; en 1818 se le dio el mando de una sección volante, asistiendo a los encuentros de San José de la Parota, Huitziban, Tancítaro, El Potrero y El Plan; se le concedió grado de teniente veterano el 27 de mayo de 1821; secundó el Plan de Iguala a las órdenes del general Pedro Celestino Negrete y ascendió a capitán el 12 de diciembre del mismo año. Estuvo de guarnición en Huichapan; se adhirió en la ciudad de Querétaro al Plan de Casa Mata que derrocó a Iturbide de solio imperial; participó en el asedio al Castillo de San Juan de Ulúa, último reducto de los españoles y causó baja en el Regimiento de Colotlán en abril de 1826 en que fue destinado al 10.º Regimiento que comandaba el general Miguel Barragán. Estuvo complicado en la rebelión conocida por Plan de Montaño, por cuya causa fue separado del servicio; logró su reingreso al Ejército en 1829 con motivo de la invasión española que encabezó el general Barradas y asistió a las acciones de guerra liberadas en la región de Tampico por el general Santa Anna.
Secundó el cuartelazo denominado “Plan de Jalapa” que derrocó de la presidencia al general Guerrero y elevó en su lugar al general Bustamante y en seguida fue destinado a la Secretaría de la Comandancia General del Estado de Durango. Por sus acciones en campaña fue ascendido a teniente coronel el 12 de marzo de 1831, pocos meses después obtuvo patente de retiro del Ejército; en julio de 1832 se sublevó en la ciudad de Durango, secundando la rebelión del General Santa Anna que proclamaba a Gómez Pedraza, depuso por medio de la fuerza al gobernador Pescador, y colocó en su lugar a don Francisco Elorriaga,  y al coronel Juan de la Peña en la comandancia general, asumiendo el mando de las armas. Declinó la mediación de varias personas, entre ellas del señor obispo Zubiría, para volver las cosas a la normalidad, impidió la reunión del Congreso Local y pretendió obligar al gobernador y comandante general de Chihuahua que se sumaran a la rebelión, originando un conflicto armado que no tuvo mayores consecuencias por la mediación oportuna del licenciado José Joaquín Avilés, Magistrado de Circuito, y de otros funcionarios. El gobernador Elorriaga le expidió despacho de coronel y le encomendó el mando de la milicia cívica del Estado y, triunfante el cuartelazo que derrocó a Bustamante de la presidencia, le fue confirmado el grado de coronel del Ejército con antigüedad de 15 de octubre de 1832. Asumió el mando del Regimiento Permanente de Cuautla en noviembre de 1834; poco después arribó a Sinaloa y apoyó la rebelión del coronel Carlos Cruz Echeverría en contra de los poderes locales. El presidente Barragán le expidió patente de general graduado el 3 de julio de 1835 y lo envió al Estado de Durango a organizar una sección que debería operar en contra de los apaches y ponerse a las órdenes del comandante general de Chihuahua y Nuevo México. Dicha sección se formó por una fracción del “Escuadrón de Sierra Gorda”, 100 soldados del Regimiento de Veracruz, las Compañías Activas de Durango y su artillería y la Compañía Activa de Jiménez.

## Independencia de Texas
Estuvo breve tiempo al frente de la comandancia general; desempeñó el Poder Ejecutivo de Durango de septiembre a los primeros días de noviembre de 1835; en lugar de dirigirse a Chihuahua, recibió contraorden en sentido de marchar a incorporarse a las tropas que el general Santa Anna estaba organizando para combatir a los texanos que se habían rebelado en contra del Gobierno. Se le dio el mando de la Brigada de Reserva. Venció a los rebeldes en la batalla de San Patricio, la batalla de Refugio, la batalla de Goliad, batalla de Agua Dulce y la batalla de Coleto. Al final, luego de que los rebeldes se rindieran todos los prisioneros fueron ejecutados. Sin embargo no fue idea de Urrea sino una orden del propio General Santa Anna. Debido a la buena racha de Urrea, Santa Anna decidió viajar a Texas y personalmente terminar con la rebelión; la derrota militar de Santa Anna en la batalla de San Jacinto terminó con su captura, siendo obligado a ordenar a sus fuerzas a rendirse y retirarse del estado. Ante la derrota, Urrea se enfureció y luego de su enrolamiento con las fuerzas de Vicente Filisola, quería continuar la guerra contra los texanos, ya que en Texas las fuerzas mexicanas ascendían a 2500 contra menos de 900 de Sam Houston. Categóricamente se opuso a la retirada de las tropas mexicanas ordenadas por el general Filisola después del desastre de San Jacinto y por oficio le expresó lo siguiente:

“quiero que V.F. entienda que no apruebo sus disposiciones y que desde ahora hago mi más formal protesta contra su adopción y poniéndolo todo en conocimiento del Supremo Gobierno quedará tranquila mi conciencia y cubierta mi responsabilidad."

El presidente Corro destituyó a Filisola; lo nombró en su lugar general en jefe del Ejército de Operaciones sobre Texas con fecha 7 de junio de 1836 y le otorgó el ascenso a general de Brigada Efectivo; pero el daño ya estaba hecho con la retirada de las tropas mexicanas rumbo al sur.

## Gobernador de Sonora y otras rebeliones
En 1837 arribó al Estado con el nombramiento de comandante general de Sonora y Sinaloa; la Junta Departamental lo propuso en segundo lugar en la terna enviada a México para la designación de gobernador y no pudo disimular su disgusto cuando llegó el nombramiento a favor de don Manuel María Gándara que figuraba después de él, pues el primero, coronel Simón Elías, había sido propuesto y nombrado poco antes para el gobierno de Chihuahua. El 27 de diciembre el general Urrea proclamó en la ciudad de Arizpe el restablecimiento del régimen federal, ejecutando un cuartelazo con las tropas que estaban a sus órdenes, siendo secundado además por el gobernador la Junta Departamental y los ayuntamientos. Convocó a elecciones de la Legislatura la que una vez instalada lo nombró gobernador constitucional y protector del Estado. Una vez asegurada la situación en Sonora a favor de la causa que proclamaba, entregó el poder al vicegobernador Escalante y avanzó con sus tropas sobre Sinaloa. En mayo de 1838 fue derrotado en Mazatlán por el general Paredes y Arrillaga, logró salvarse arribando a Culiacán, allí fue derrotado nuevamente por el coronel Teófilo Romero y se volvió a escapar, yendo a reaparecer en el puerto de Guaymas. Se puso al frente de sus parciales, mientras el gobernador Gándara había vuelto sobre sus pasos y reasumido el gobierno; lo derrotó en el pueblo de Guadalupe, viéndose obligado a retirarse en dirección al citado puerto y se evaporó una vez más dejando comprometidos a los suyos que se sometieron poco después. Fue a refugiarse a la ciudad de Durango, permaneció allí varios meses escondido para aludir la acción del Gobierno; más habiendo recibido noticias de la rebelión encabezada en Tampico por el capitán Montenegro, salió de incógnito a unírsele. Asumió el mando del núcleo rebelde, entró en relaciones con el almirante francés Baudin que tenía bloqueados los puertos del golfo de México, en una forma indebida y antipatriótica, sufrió la derrota de Acajete el 3 de mayo de 1839 y en junio siguiente se vio obligado a capitular en Tuxpan ante el general Paredes. El Gobierno General reprobó la capitulación y lo mandó a internar en la prisión de Perote, días después se fugó, fue sentenciado en rebeldía a seis años de destierro en el extranjero y se le reaprehendió en Zacatecas en octubre del mismo año. Perdió su empleo de general, fue mandado a encerrar en el edificio de la Inquisición y la Junta Departamental de Durango se dirigió a las autoridades superiores pidiendo la rehabilitación del eterno rebelde pero les fue denegada.
Desde prisión siguió conspirando, fue sacado de allí por sus parciales para combatir en la guerra de los Pasteles, arrastró una nueva sublevación al 5.º Cuerpo de Infantería, al Batallón del Comercio y a numerosos oficiales sueltos y, por medio de un golpe de mano, se apoderó del Palacio Nacional y del presidente de la República, general Anastasio Bustamante, y de sus ministros. El comandante general de México, general Gabriel Valencia, se enfrentó a los rebeldes con las tropas leales a sus órdenes, la lucha armada en las calles de la capital duró doce días y cuando Urrea vio que tenía perdida la partida, entregó el mando al general Manuel Andrade quien capituló en seguida, mientras el principal responsable se escondía una vez más. Se refugió nuevamente en Durango.
En enero de 1841 regresa al Estado de Sonora, con la complicidad del cacique ópata Colosio, encabezó un nuevo pronunciamiento de tinte federalista, en el mineral de Gavilanes. Sus enemigos lo inculparon de que trataba de realizar la segregación e independencia de Sonora; fue secundado en Arizpe, los Ancones y otros lugares; pero perseguido activamente por las tropas locales destacadas por el gobernador Gándara, tuvo que huir por enésima vez y se refugió de vuelta en territorio duranguense. En agosto siguiente se sublevó nuevamente en contra del gobierno del general Bustamante, secundando al general Santa Anna, aunque proclamaba el restablecimiento del régimen federalista. El comandante de las armas, general José Antonio Heredia, se opuso a sus pretensiones con la mayoría de la guarnición de la capital, se registraron algunas escaramuzas y, cuando el general Santa Anna consolidó su situación en México, se sometió ofreciendo obedecer lo que dispusiera el Congreso General.
El nuevo presidente encumbrado por el cuartelazo le mandó expedir nuevo despacho de general de brigada y lo nombró gobernador y comandante militar del Estado de Sonora, con lo que quedaron curados sus pujos de carácter federalista. Arribó a Guaymas el 6 de mayo de 1842, asumiendo desde luego el mando militar; el 1.º de junio tomó posesión del Poder Ejecutivo en Ures y al día siguiente se celebraron oficios divinos en acción de gracias en la iglesia parroquial. Muy poco después salió personalmente con una sección de tropas para la región de Altar, a perseguir a los apaches que habían invadido la comarca. Apoyó la disolución del Congreso General ejecutada por el presidente Bravo; expidió un Reglamento para el aprovechamiento de las aguas de los ríos, que estuvo vigente más de 40 años, el del Supremo Tribunal de Justicia, otro de policía y buen gobierno para los pueblos del Estado y segregó el municipio de Guaymas del distrito de Hermosillo y le agregó los pueblos de San Javier y Suaqui Grande. Envió una expedición armada a la isla del Tiburón bajo el mando del coronel Francisco Andrade, con el propósito de sacar a los seris que allí se refugiaban y proyectó abrir una línea de comunicación marítima entre Sonora y Baja California, por la misma ruta.
El error cometido por el Gobierno general de nombrar gobernador y comandante militar al general Urrea, fue de graves consecuencias para el Estado de Sonora, pues disgustado hondamente con Manuel María Gándara que había ejercido el gobierno antes que él y con el antecedente de que se había volteado en 1838, hicieron ambos de Sonora y de sus habitantes un juguete de pasiones políticas y se encendió la guerra civil que acabó de dividir a los sonorenses, provocó numerosas muertes y la pérdida de cuantiosos intereses materiales. Esta situación calmó momentáneamente con su remoción del gobierno; pero ambos personajes fueron causa de hondas divisiones entre los vecinos del Estado y de frecuentes luchas armadas entre los mismos. Ejerció el Poder Ejecutivo hasta el 21 de mayo de 1844 en que se presentó a sustituirlo el general Ponce de León, nombrado para ejercer ambos mandos, esto sobre la base de una decisión salomónica del gobierno del centro. El gobierno central ordenó se expidiera una amnistía general a los alzados; al mismo tiempo, hizo a Gándara comparecer ante la Secretaría de Guerra para puntualizar sus responsabilidades. Con motivo de fuertes cargos que le hicieron los gandaristas a Urrea, este pidió al Gobierno General que se enviara un visitador, a fin de probar ante este la falta de justificación con que había sido acusado.
En diciembre del mismo año el general Urrea secundó el cuartelazo de México que derrocó al presidente Canalizo, y volvió a tomar el poder y el mando militar el día 29. La Secretaría de Guerra le previno que entregara el gobierno al primer vocal de la Asamblea Departamental y la Comandancia Militar al general Francisco Duque, conminándolo a que se presentara en la Ciudad de México a ejercer el cargo de senador para que había sido elegido. Cumplió las órdenes de entrega, demoró intencionalmente la salida, el nuevo comandante ordenó al coronel Fernando Cuesta que lo sacara del territorio del Estado por medio de la fuerza; este jefe no obedeció, se puso de acuerdo con Urrea y se dirigieron a Hermosillo con el propósito de deponer al gobernador Gaxiola, quien resistió el ataque. El general Duque se encaminó personalmente a la expresada ciudad y por medio de la fuerza lo obligó a cumplir las determinaciones del Gobierno General. En representación del gobierno firmó a mediados de 1846 los arreglos con los caudillos del cuartelazo de la Ciudadela que restableció el régimen federal; pasó al Estado de Tamaulipas con nombramiento de comandante general.

## Guerra contra Estados Unidos
Al iniciar las operaciones el general Santa Anna en contra de los invasores angloamericanos le dio el mando de una brigada de Caballería; asistió a la batalla de la Angostura; volvió a ejercer el mando militar de Tamaulipas, fue trasladado a la comandancia general de Durango.
Una de sus acciones más exitosas fue el ataque a un convoy de suministros en la que capturó 121 carros de víveres, 137 mulas cargadas de ropa y 50 prisioneros. Jorge Treviño, alcalde de Hualahuises, lo comunicó gustoso a Francisco de Paula Morales, exponiendo que Urrea había ha entrado a Cadereyta con 50 prisioneros Norteamericanos, siendo el acto muy solemnizado. Para desgracia de Treviño, Zachary Taylor exigió una compensación de guerra por 95 000 pesos a las autoridades civiles de Nuevo León y Tamaulipas. Urrea continuo hostigando al ejército invasor a pesar de las protestas de gobernadores y comerciantes que solo veían por sus intereses.
Estos constantes perdidas de suministros y de soldados americanos que podía ser ejemplo para los civiles, condujo al General Taylor a su regreso a Monterrey a hacer una proclama y castigar a los Estados de Nuevo León y Tamaulipas cobrándoles más de 100,000 pesos de perdidas del valor de los trenes de suministros, y en esta proclama menciona que él había “ respetado hasta ese momento a la población civil que no enfrentara a los americanos pero que si apoyaban a los guerrilleros tomaría represalias) lo cual se produjo un mes después en la llamada “Masacre de Guadalupe” donde un grupo de paisanos habitantes de la Hacienda de Guadalupe más de 24 fueron arteramente masacrados por una partida de Rangers de Texas comandados por el legendario Marvin “ Mustang” Grey es decir Caballo Salvaje Grey el cual desde Marin fue autorizado para que en la noche del 28 de marzo se introdujera en la Hacienda y en un falso juicio Sumario asesinara a sangre fría a 24 Marinenses de esta Hacienda, sus edades iba de 14 a 75 años, varones, sus nombres se encuentran en el archivo eclesiástico del libro de Defunciones de Marín . Cabe mencionar que fue en esta Hacienda donde se llevaron las carretas para su resguardo por sus habitantes un mes antes a los cuales los Rangers les encontraron algunas pertenencias del ejército Americano en sus casas por lo que en represalia y pensando que eran aliados de los guerrilleros los mataron en venganza. Finalmente el Ranger Marvin “ Mustang” Grey por dos años se mantuvo junto con sus hombres vigilando el camino de Camargo a Monterrey y Viceversa, pero no pudo saborear su gloria ya que murió al parecer a consecuencia del Cólera en 1848 en Cerralvo Nuevo Leon.
El General Urrea y sus más de 400 soldados y oficiales Mexicano pelearían a través de la Guerra de Guerrillas haciendo innumerables bajas y confiscando insumos y víveres ocasionando el enojo del General Taylor, estos Guerrilleros permanecerían en los dos años de ocupación a Nuevo León junto con otros guerrilleros como el General Antonio Canales Rosillo.

Aquí nos a soplado un viento regular en tres encuentros con los gringos, han perdido en carros y efectivos como millón y medio de pesos. No hemos aprovechado sino una misería pero ellos han perdido mucho. LLevamos quemados sobre 400  carros, les hemos ocupado más de mil mulas, llevan muertos como 300 hombres y 150 prisioneros. Le aseguro a usted que con 500 caballos buenos y 1000 infantes ya habría puesto en paz estos rumbos.

Estoy en espera de un convoy, viene bien custodiado pero algo les vamos a hacer.
Jose Urrea (marzo 14 de 1847)

Falleció el 1 de agosto de 1849, víctima del cólera-morbus y fue sepultado en El Sagrario. Su carrera militar comprende una serie continuada de cuartelazos, defecciones y desobediencias a las órdenes del Gobierno General.